# Édouard Spach
Édouard Spach, född den 26 november 1801 i Strassburg, död den 18 maj 1879 i Paris, var en fransk botanist, bror till Louis Spach.
Spach blev 1826 konservator vid Musée d'histoire naturelle i Paris och är mest känd för det stora deskriptiva verket Histoire naturelle des végétaux (14 band, 1834-48).
Auktorsnamnet Spach kan användas för Édouard Spach i samband med ett vetenskapligt namn inom botaniken; se Wikipediaartiklar som länkar till auktorsnamnet.